# Hjelm (hovedbeklædning)
 Denne artikel omhandler hovedbeklædningen. Opslagsordet har også en anden betydning, se hjelm.
En hjelm er en beskyttende hovedbeklædning. De forskellige hjelmtyper skal beskytte mod forskellige trusler. Militære hjelme skal således beskytte mod våben, mens brandhjelme beskytter mod de nedfaldende materialer, som optræder ved eksplosioner og brand. Den hjelm, som benyttes i trafikken skal beskytte hovedet i tilfælde af fald; for motorcykelhjelmen vil der ofte også være et visir, som hindrer insekter i at ramme ansigtet.

## Militære hjelme
Hjelme har været brugt af soldater i vidt omfang til at beskytte deres hoveder mod slag, sværd, pile osv., fra oldtiden og op til i dag, med undtagelse af en periode fra 1600-tallet og op til 1. verdenskrig, hvor de kun blev brugt i begrænset omfang eller slet ikke.

### Oldtiden
I bronzealderen anvendte de græske hoplitter hjelme der dækkede det meste af hovedet.

### Middelalderen
På Bayeux-tapetet ser man Vilhelm Erobreren, der skubber sin hjelm tilbage, så hans mænd kan se at han er uskadt. Senere i middelalderen var de heldækkende hjelme en medvirkende faktor til heraldikkens fremkomst, da man nu ikke kunne se, hvem der var hvem. 

### Stålhjelme
Stålhjelme blev genindført under 1. verdenskrig for at beskytte soldaterne under skyttegravskrigen, hvor omfattende artilleribeskydning medførte høje tabstal. Den franske general August Louis Adrian opdagede, at en fransk soldat havde undgået døden ved at have anbragt sit kogegrej under sin kepi. I løbet af 1915 fik franske soldater metalindlæg i hatten og fra 1916 blev Adrian-hjelmen udleveret. Den var besværlig at producere og beskyttede ikke nakken.
Den britiske hær ønskede beskyttelse mod nedfaldende granatsplinter og i 1915 patenterede John L. Brodie en stålhjelm der beskyttede hovedet, men mest af alt var nem at masseproducere, idet den kunne presses ud af en stålplade i én arbejdsgang. De var lette at stable og gode som vaskefad og kogegrej.
Den kejserlige tyske hær indførte i 1916 M16 Stahlhelm, der var designet af ingeniør Frederich Schwerden og kirurgen, dr. August Bier, ud fra de hovedlæsioner soldaterne fik. I 1935, kort før 2. verdenskrig var Stahlhelm gjort mindre, (Den nye model fik navnet M35) men ydede stadig god beskyttelse. Hjelmen blev fortsat udviklet og fornyet under 2. verdenskrig og en ny model blev i 1940 sendt ud til soldaterne. Denne fik navnet M40. Næste fornyelse kom i 1942. Den fik navnet M42, og var den sidste inden krigens slutning.
Stålhjelme beskytter udelukkende imod granatsplinter, mens skud normalt vil gå lige igennem dem.
Stålhjelme har været standard i de fleste militære styrker siden første verdenskrig, og begyndte først i 1980'erne at blive afløst af hjelme i andre materialer.

### Nutidens militære hjelme
De fleste militære styrker bruger nu hjelme lavet af kevlar eller lignende materialer. I Danmark bruges for eksempel M96-hjelmen (SPECTRA helmet). Det er hovedsagelig fattigere lande der stadig udleverer stålhjelme til deres soldater. Kevlarhjelme er bedre i stand til at stoppe fragmenter, og kan i visse tilfælde stoppe skud af pistolkaliber, men de yder dog ingen reel beskyttelse mod riffelkalibre.
I tropiske egne har man gennem flere århundreder anvendt forskellige udgaver af tropehjelmen, der er en lettere og mindre dækkende hjelm, der til gengæld yder beskyttelse mod bagende sol eller voldsom regn.

## Andre hjelme
Hjelme anvendes mange andre steder end i forsvaret. Som nævn anvendes styrthjelm i trafikken, ligesom fx cykelhjelm. Også på byggepladser og i transportsektoren anvendes der hyppigt hjelm som personligt værnemiddel eller sikkerhedsudstyr.
- Wikimedia Commons har flere filer relateret til Hjelm (hovedbeklædning)

| Tøj | Spire Denne artikel om tøj, sko eller lignende er en spire som bør udbygges. Du er velkommen til at hjælpe Wikipedia ved at udvide den. |